# 孟菲斯 (阿拉巴马州)
孟菲斯（英文：Memphis），是美国阿拉巴马州下属的一座城市。面积约为0.39平方英里（约合1平方公里）。根据2010年美国人口普查，该市有人口29人，人口密度为74.94/平方英里（约合29/平方公里）。